# César Mauricio Velásquez
César Mauricio Velásquez Ossa   
(Medellín, 8 de junio de 1966) es un periodista y político colombiano. Fue embajador de Colombia ante la Santa Sede entre 2010-2012.   Anteriormente se desempeñó como secretario de Prensa del expresidente Álvaro Uribe Vélez entre 2007 y 2010.

## Biografía
Nació en Medellín. Estudió comunicación social en la Universidad de la Sabana, hizo su especialización en Televisión y maestría en Relaciones Internacionales en la Universidad Complutense de Madrid. En su carrera periodística han desempeñado en director de la Agencia Infoprensa, redactor político de los noticieros de QAP, de las Siete y CM&, además corresponsal de Caracol Radio, Noticiero de las Siete y El Espectador. 
Ocupó como profesor de la Facultad de Comunicación Social y Periodismo de la Universidad de La Sabana, presidente del Círculo de Periodistas de Bogotá (CPB), miembro de la Comisión de Conciliación Nacional y miembro de Opus Dei. En 2007 fue nombrado como secretario de prensa del presidente Álvaro Uribe Vélez tras de fallecimiento de Ricardo Galán al 2010. Entre 2010-2012 ocupó como embajador de Colombia ante la Santa Sede y jefe de prensa del Centro Democrático.
En 2009 protagonizó el escándalo de las chuzadas con el secretario general de la. presidencia Bernardo Moreno y el secretario jurídico Edmundo del Castillo, por facilitar las grabaciones de los magistrados de la Corte Suprema de Justicia que realizaron aseadoras compradas por el organismo de inteligencia, y las habían filtrado con interpretaciones maliciosas a la periodista Gloria Congote, quien las publicó en la Revista Semana, en lo que se conoce como el proceso del ‘Caso Paseo’.
En 2021 inicialmente fue absuelto con Moreno y del Castillo, el 3 de diciembre de 2024 el Tribunal Superior de Bogotá fue revocado la absolución y condenado a cinco años de cárcel por el delito de concierto para delinquir.

## Obras seleccionadas
- Velásquez Ossa, César Mauricio (1995). Andrés Escobar: En Defensa de la Vida. Medellín: Bedout Editores. ISBN 978-958-03-0124-0. OCLC 39968933.